# ハワイの歴史

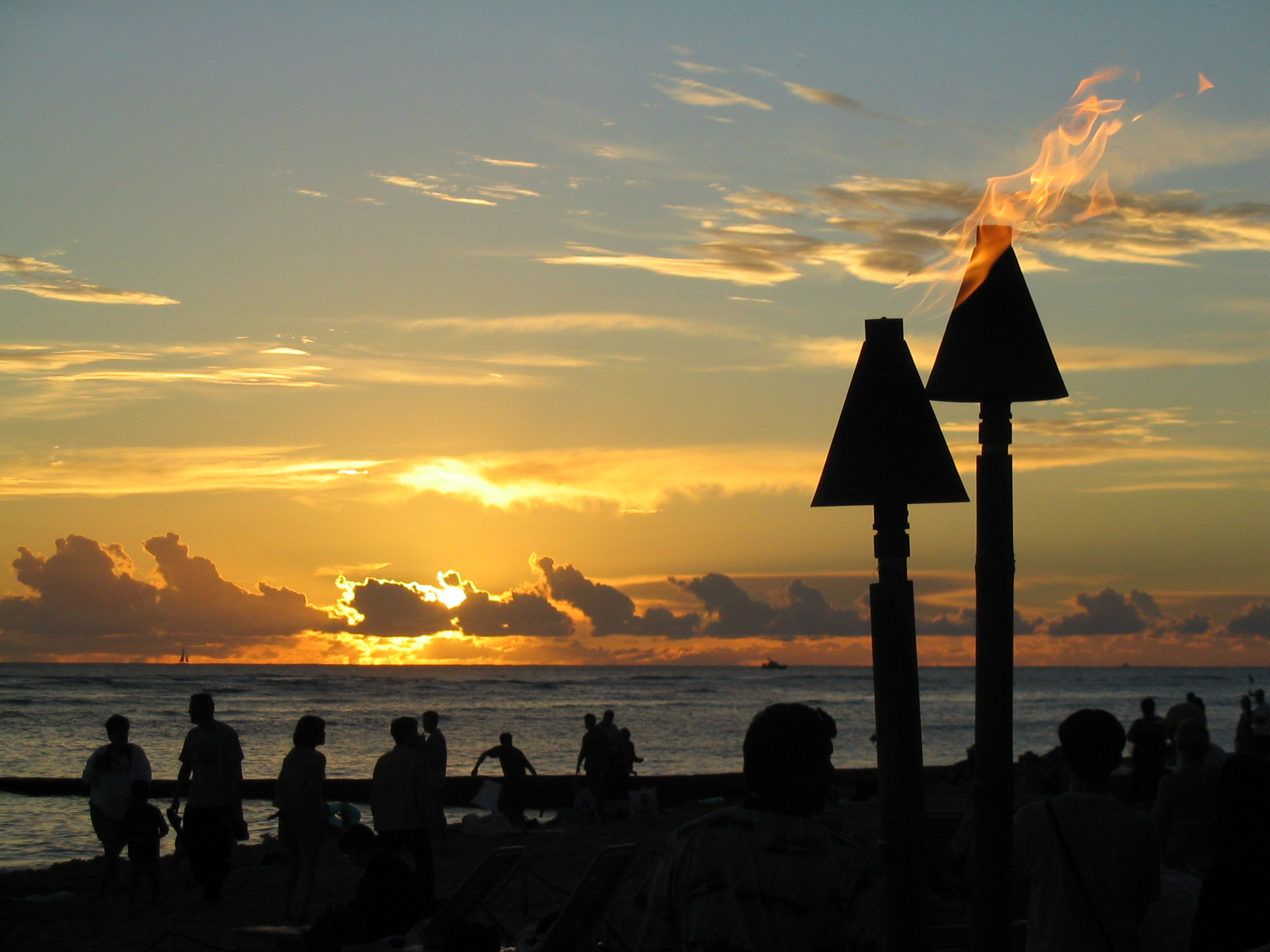
ハワイのワイキキビーチ

ハワイの歴史（ハワイのれきし、英: History of Hawaii）では、50番目にアメリカ合衆国の州として登録されたハワイ州を構成する、ハワイ諸島の歴史を詳述する。

## 概要
有史以前は太平洋を渡ってやってきたポリネシア人たちが持ち込んだ伝統を守りつつ生活を営んでいたが、1778年のジェームズ・クックによる「発見」以降、ハワイは近代化の波へ飲み込まれることとなる。島同士の内戦を経てハワイ王国という100年に及ぶ統一国家が確立し、欧米人との接触に伴って社会は急速に変容し始める。19世紀前半より宗教的基盤の確立と経済発展を求めた欧米入植者たちとその末裔は、次第に経済的安定を保障するための政治権力を欲するようになり、その影響は時代を経るにつれて強力なものとなっていった。サトウキビ農園とその交易による莫大な土地と富を手に入れた成功者たちは更なる産業発展を求めて安価な労働力を日本を中心とする様々な地域より大量に呼び込み、ハワイ社会は多くの人種が混合した複雑な文化を育んでいった。
白人勢力はやがてハワイ人国家を倒し、近代化の名の下に1900年にはアメリカ合衆国の領土として併合がなされた。さらに戦時下においては東西に台頭したアメリカと日本の確執の余波をまともに受け、太平洋上の重要な軍事拠点として開発が進む一方で、ハワイへ労働者としてやってきた大量の日本人移民は深刻な差別に曝された。現代は観光都市として発展を見せる一方で、開発による環境汚染、歴史遺構の破壊や人口増加による地価・物価の高騰、ハワイ人問題事務局が提唱しているハワイ人による自治権の獲得など、複数の問題を抱えている。ハワイは、その解決の糸口を模索しながら今日に至っている。

## 先史時代

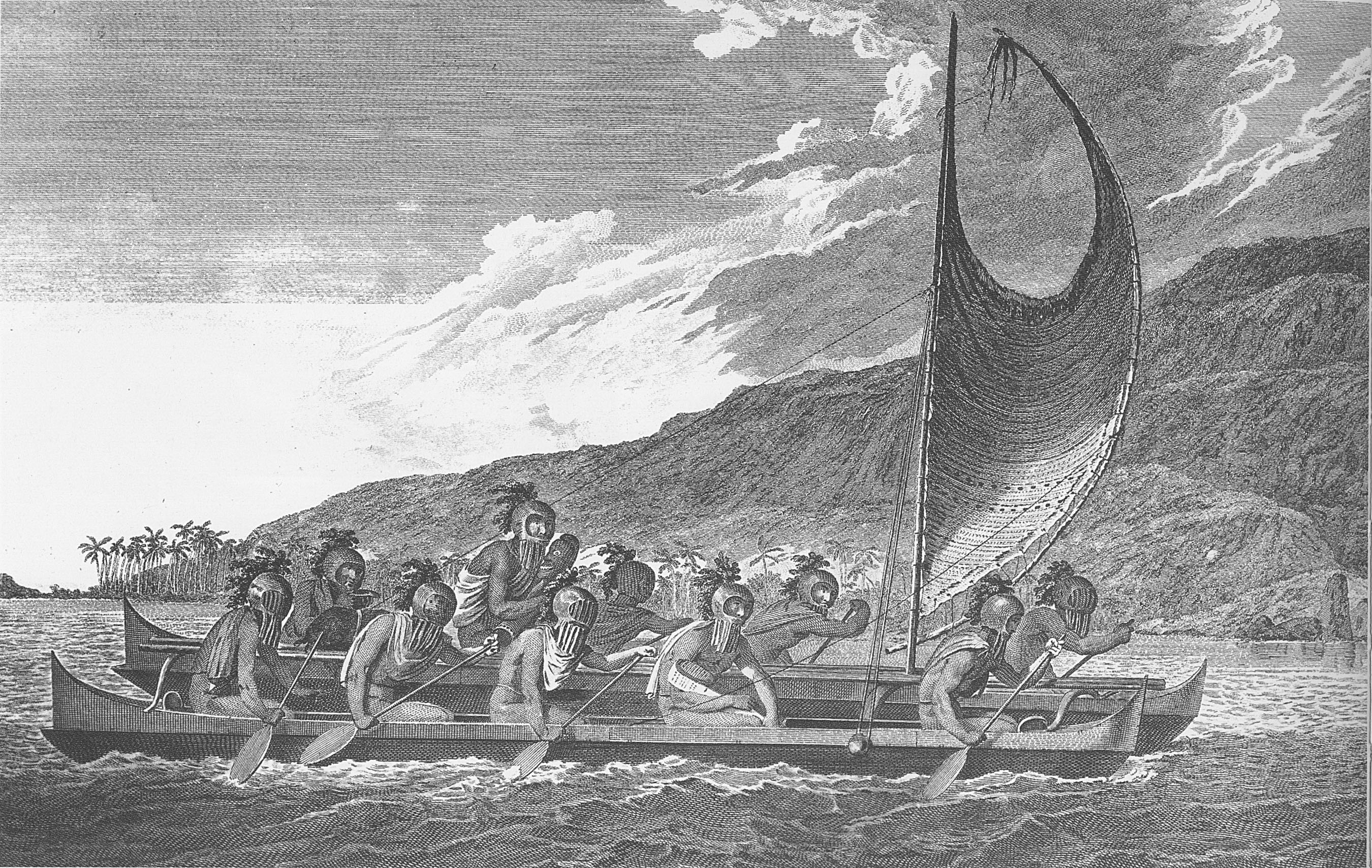
カタマランを漕ぐポリネシアン

ハワイの島々は火山の活動により海底から隆起して誕生したもので、北西部の古い島々は500万年前から100万年前、ハワイ島などの新しい島は約50万年前に形成された。他の大陸と陸続きであったことはないため無人の島であり、ジェームズ・クックがハワイに到達する以前の先住民たちは、どこかから海を渡り、この地へやってきたことになる。ハワイは他の太平洋の島々の多くがそうであったように、19世紀にアメリカの宣教師がアルファベットを伝えるまで、文字を持たない文化を形成していたため、これらの問いに応える歴史文書は存在していないが、言語学的な推測、熔岩に描かれたカハキイ（ペトログリフ）などの研究から、最初にハワイへやってきたのはオーストロネシア語族のポリネシア人であると考えられており、マオリやタヒチ人と同じ起源に遡ることができる。その年代については諸説があり、遺跡の放射性炭素年代測定に基づき紀元前500年前後から3世紀頃までと考えられている。
また、ハワイに伝わる神話クムリポからも考古学的な考察と検討が行われている。クムリポは伝記（クアウハウ）、お伽話（カアオ）、歴史伝承（モオレロ）といったジャンルの神話が歌や舞踏、チャントなどで代々の王家に伝承されたものであり、1700年頃に作られたものとされている。公式な発表としては1881年にカラカウアが公表したもの、1889年にリリウオカラニによって英訳されたものなどがある。クムリポでは創作された寓話を交えつつハワイ人の起源から13世紀前後の出来事までが語られている。
言語学的見地、歴史遺構や伝承神話などからの類推により、ポリネシア人はカタマランやアウトリガーカヌーを操り、マルキーズ諸島を経由してやってきたと見られ、さらに数世紀後900年頃に、タヒチ島を中心とするソシエテ諸島からやってきたポリネシア系移民が定着したのが始まりとされている。なお、このポリネシア人たちの航海が本当に可能だったのかどうかについて、1976年から検証航海が行われた。ピウス・マウ・ピアイルグら17人の男女が乗り込んだ丸木舟「ホクレア号」は、マウイ島を出発し、31日目にタヒチに到着、1978年にはタヒチからマウイ島への航海も成功させ、ポリネシア人たちの太平洋の航海が不可能ではないことを証明した。
ただし、なぜ彼らが移動する必要があったのかについては、ハワイの神話やペトログリフを紐解いてみても遠方への航海や交流を暗示するものはあっても、その明確な記述は無く、それまで居住していた島が手狭になった、飢饉になった、他の島との戦で追放された、等の後年の歴史家による根拠の薄い仮説が打ち立てられているに過ぎない。
彼らはハワイ諸島へ定住するため、タヒチ島間を断続的に往復し、タロイモ、ココナッツ、バナナといった植物や、豚、犬、鶏といった動物をハワイ諸島へ運び込んだ。この「大航海」は14世紀頃まで続いた。フラを始めとする古きハワイの文化も、この交流の過程でもたらされたと考えられている。
12世紀頃には族長（アリイ）による土地の支配と統制が始まり、階級社会が誕生した。アリイを頂点とし、神官（カフナ）、職人や庶民（マカアイナナ）、奴隷（カウバ）が続いた。土地の支配はアフプアアと呼ばれる制度で規律され、山頂と海岸を結ぶ二本の線を土地の基本単位とし、境界線には豚（プアア）を象った像（アフ）が備えられた。
アリイはヘルメットを被り、羽編みのマントを身に付け、マナという特別な力を持つとされた。また、カウバは共同生活の規律を乱す犯罪者や他の土地の捕虜の階級で、顔に入墨を彫られ、他階級との交わりが禁じられていた。時にはカフナの行うまじないごとの生贄とされることもあった。

## ハワイ王国

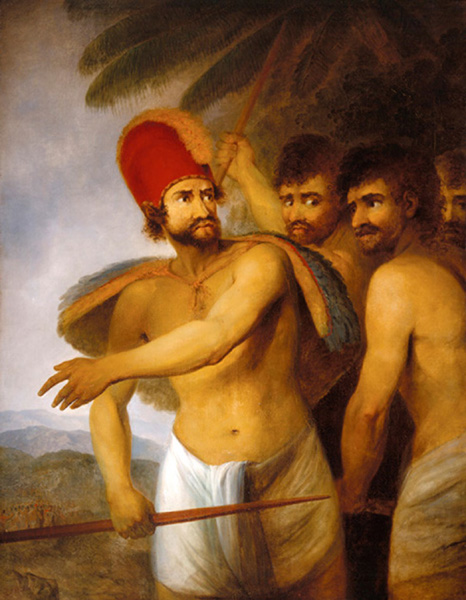
ハワイ島を統治していた王swwse・カラニオプウ

### クックの再発見

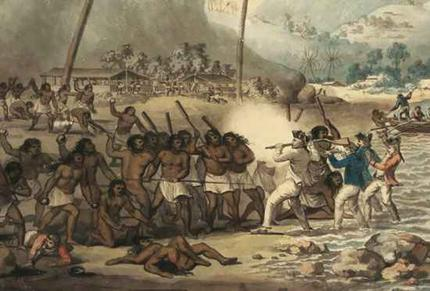
ジェームズ・クックの最期

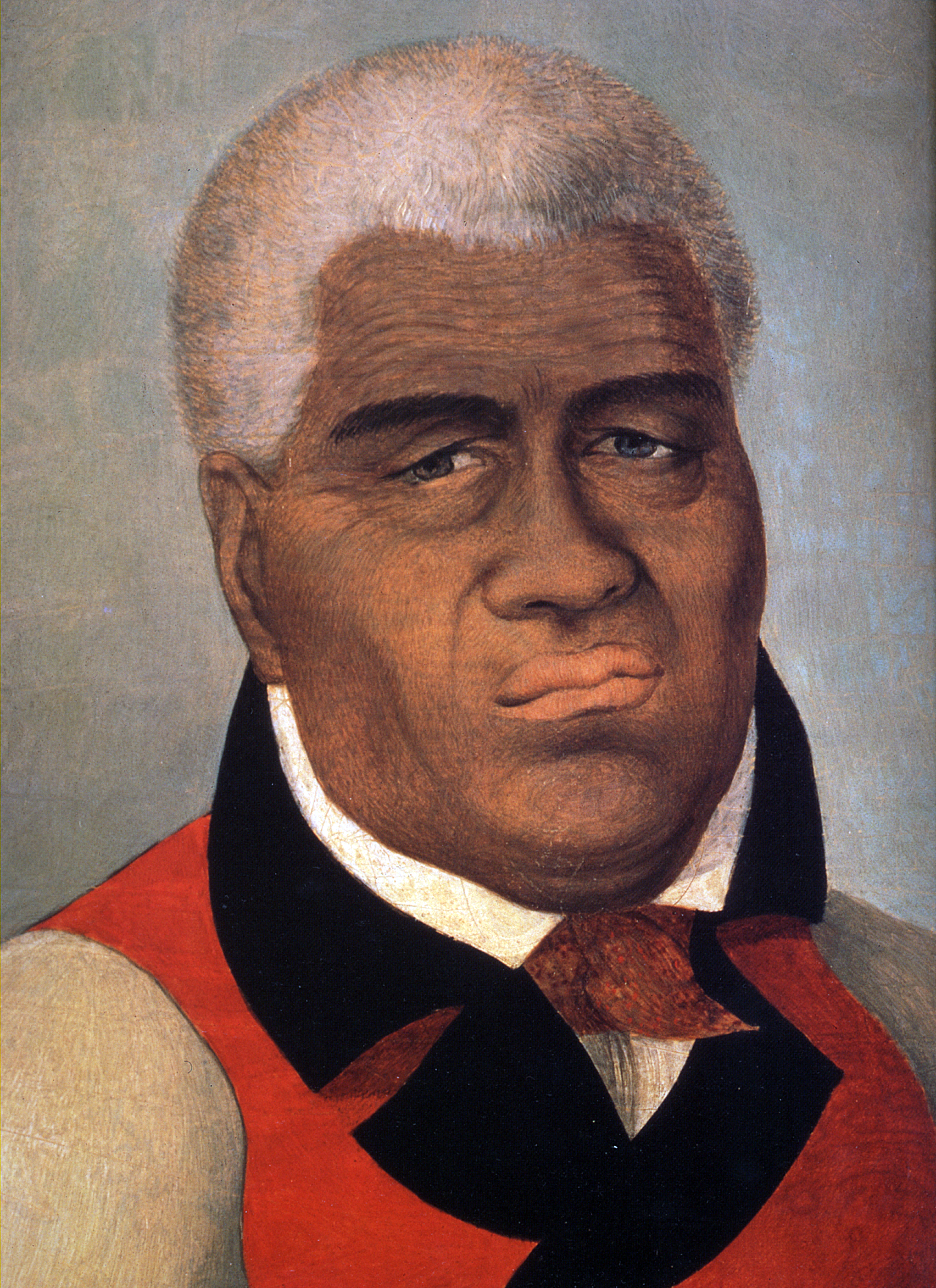
ハワイ王カメハメハ1世

1778年、イギリスの海洋探検家ジェームズ・クックによって、1月18日にオアフ島が、1月20日にカウアイ島が「発見」され、ワイメア・ベイにレゾリューション号、ディスカバリー号を投錨し、ヨーロッパ人としてハワイ諸島への初上陸を果たした。クックは、上官の海軍本部長サンドウィッチ伯爵の名から、サンドウィッチ諸島と命名した。しかし、クックがサンドウィッチ諸島と名づける以前より、現地ハワイ人の間では既にハワイという名称が定着していた。
突然の見たこともない大きな船の到来と、そこに佇む異様な衣を纏う乗組員に先住民は驚きおののいた。新しい海路の発見を目指す一行は同年2月に一旦ハワイを離れ、北西へと旅立った。その後、同年11月にハワイを再訪したクックは、マウイ島とオアフ島の船上調査後、1779年1月17日、ハワイ島ケアラケクア湾へ上陸した。ハワイ島の王であったカラニオプウはクックをロノの化身と錯誤し、ヘイアウの奥に鎮座する祭壇へ案内し、神と崇めた。クックは先住民に神と間違えられる事は何度も経験しており、先住民らが望みそうな振る舞いを演じてみせた。丁度マカヒキの期間であったので、先住民らにより豊穣の神ロノを讃えるその祭が執り行われ、クックらに酒池肉林のもてなしを行う。長い航海で女に飢えていた乗組員らは現地の若い先住民の女を侍らせ、約3週間宴に興じた。
2月4日、クック一行は必要な物資を積み込み、北洋へ漕ぎ出したが、カワイハイ沖で遭遇した暴風雨にレゾリューション号のメインマストが破損したため、2月11日、再度ハワイ島へ戻り修繕にあたろうとした。しかし、先住民らは「クックはあまりにも人間的な肉欲を持っている」「ロノ神の乗る船があのように傷つくものだろうか」といった疑念を持ち始める。先住民らが険悪な様相でディスカバリー号のボートを奪い取ろうとしたため、クックはカラニオプウを人質として拘束した。
この諍いは乱闘へ発展し、1779年2月14日、クックは4名の水兵と共に殺害されるに至った。ディスカバリー号を率いていたチャールズ・クラークは、大急ぎで船の修復を終え、イギリスへと舵を取った。クラークは同年8月に結核で死亡したため、その後はジョン・ゴアが指揮を取り、イギリスに帰還した。海軍本部、英国王立協会にクックの死、北方海路探索の失敗、そしてサンドウィッチ諸島の発見を報告し、欧米にその存在を知らしめた。
この頃のハワイ諸島には大族長（アリイ・ヌイ）による島単位での統治が行われていた。ハワイ島をカラニオプウが、それ以外の島をマウイ島の大族長カヘキリが支配していた。大族長は世襲制であったため、1782年にカラニオプウが没すると息子のキワラオが王位を継承した。軍隊の指揮で頭角を現しつつあったカラニオプウの甥にあたるカメハメハはこのとき戦争の神（クカイリモク）という称号を授かり、コハラおよびコナの領地を譲り受けた。これに立腹したキワラオはカメハメハに戦争をしかけたが、モクオハイの戦闘で負傷し、逆に1790年、カメハメハによるハワイ島統一が成された。
クックのハワイ諸島発見以降、交易を求める者や植民地主義の帝国からの来航が頻繁に発生していたが、カメハメハは外交手腕に優れ、欧米列国の領土的野心を封じる先見性も持っていた。カメハメハはクックの後継者とも言えるジョージ・バンクーバーを懇意にし、1794年2月24日、ハワイにおけるイギリス人水兵の安全保障の見返りとして外国のハワイ侵略をイギリスが防衛する防衛援助協定を取り付けることに成功した。これを契機に、イギリスから仕入れた銃器を手に1795年2月、カメハメハはハワイ諸島統一に向けて動き出し、同年4月までにニイハウ島とカウアイ島を除くすべての島を制圧し、ハワイ王国を誕生させた。
1800年、残りの島の制圧を目指したが嵐や疫病の発生により不調に終わった。1810年、アメリカ人ウィンシップ兄弟の協力を得てカウアイ島大族長カウムアリイとの交渉を行い、カウムアリイの終身統治を条件としてカウアイ島およびニイハウ島の割譲に成功し、ハワイ諸島の統一を成し遂げた。

### ハワイ王国の隆盛

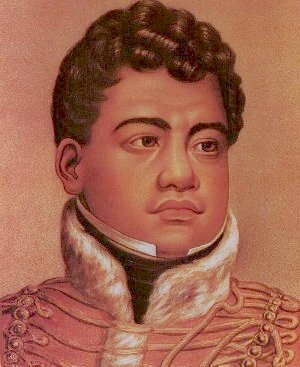
リホリホ（カメハメハ2世）

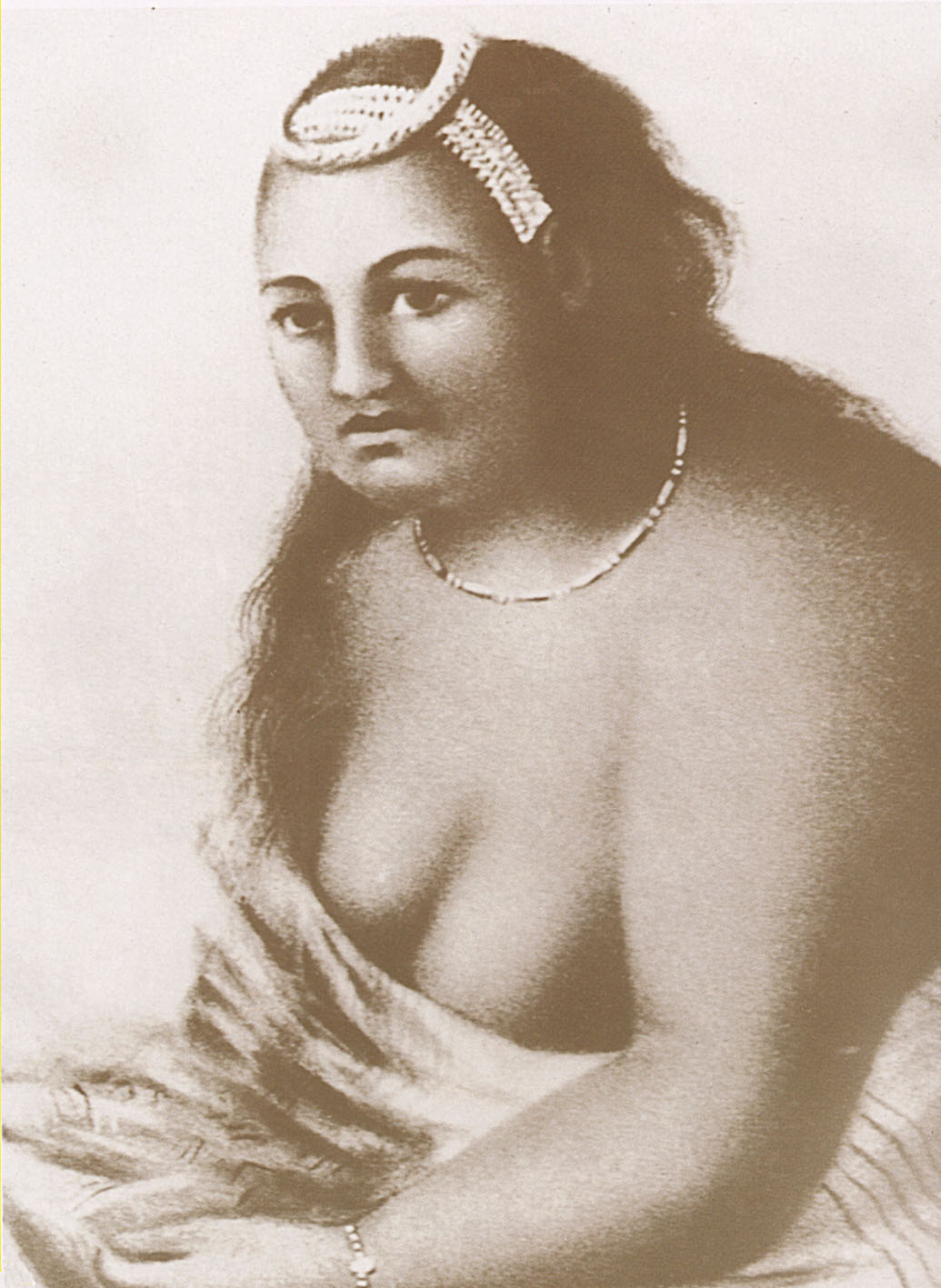
カアフマヌ

カメハメハが1819年5月8日に他界すると、長男のリホリホが王位を継承した。しかし、執政能力に不安を感じていたカメハメハは摂政（クヒナ・ヌイ）の地位を新設し、リホリホの義母にあたる妻のカアフマヌをその地位に充てた。カアフマヌは、リホリホの母であるケオプオラニと協力し12世紀以降続いていた禁令制度（カプ）の廃止を進めた。土着信仰として根付き、かつカフナたちの立場的優位性を築いてきたタブーを率先して破り、神および神官の存在を否定した。こうして古代宗教の神殿は破壊され、礼拝や生贄といった儀式も中止されることとなったが、階層構造により保たれていた秩序や規範も崩壊し、ハワイ王国は波乱の時代を迎えることとなった。

#### アメリカ人宣教師の上陸

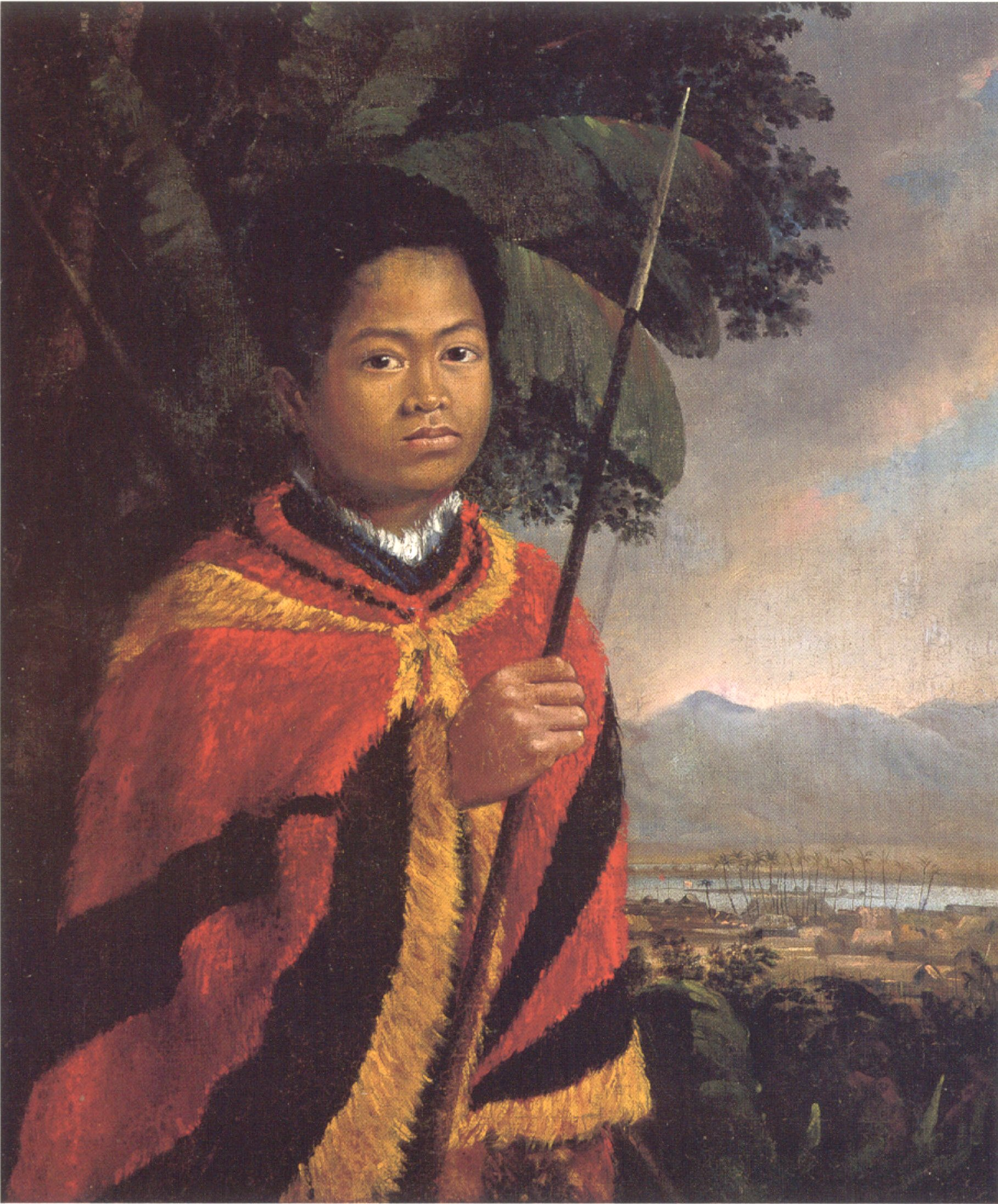
カウイケアオウリ（カメハメハ3世）

1820年3月31日、アメリカ海外伝道評議会が派遣した聖職者ハイラム・ビンガム、アーサー・サーストンらを乗せたタディアス号がニューイングランドよりコハラに到着した。彼らはそこで見たハワイ先住民たちの伝統に衝撃を覚える。男はマロと呼ばれるふんどしのような帯だけを身につけ、女は草で作った腰みのだけを身に付け、フラダンスという踊りを踊り、生まれた幼児を平気で間引く彼らの文化は、西洋人から異常なものと見られた。これらの伝統を破壊するべく、ビンガムらはプロテスタンティズムによる社会統制を試みた。こうしたアメリカ人宣教師らの影響は次第に教育、政治、経済の各分野へ広がっていった。
外交の発展により、ハワイ王国では貨幣経済が急速に浸透し、後払いによる外国製品の輸入を続けたため、みるみる負債が膨らんでいった。この状況を打破しようと、1823年11月23日、リホリホは王妃のカママルを連れ、貿易問題の解消を求めてイギリス・ロンドンへ赴いた。しかし一行は滞在先で麻疹に感染し、カママルは翌年7月8日に、リホリホは7月14日に他界してしまった。リホリホの死を受け、僅か10歳の弟、カウイケアオウリが翌1825年6月6日に大王に即位する。宣教師たちは実質的な実権を握る摂政カアフマヌに近づき、ハワイのキリスト教化を進めることに成功した。
1827年、フランスよりカトリック教会の宣教師がハワイへ上陸したが、既にプロテスタントが浸透しつつあったハワイでの他宗派の影響による混乱を危惧し、カアフマヌは退去を命じる。しかし1837年、再びカトリック司祭が来航したことから同年12月18日、ハワイでのカトリックの布教と信仰の禁止の命がカウイケアオウリより下された。この命は1839年に解除されたが、太平洋の他の諸島と違い、ハワイにおけるプロテスタントの影響は優勢であり続けた。

#### 近代化・西欧化

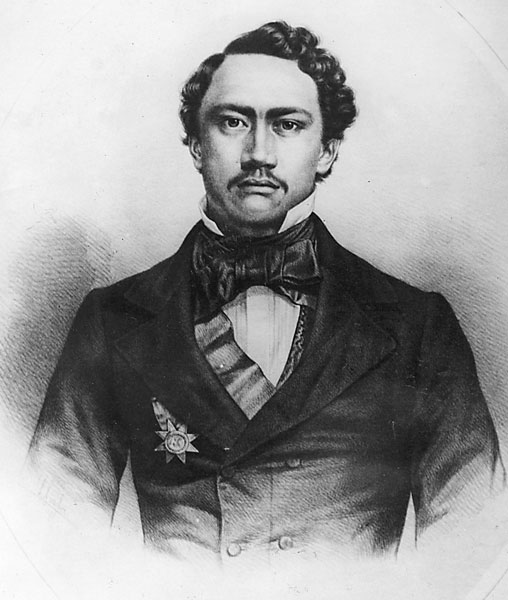
アレクサンダー・リホリホ（カメハメハ4世）

プロテスタントの宣教師らはまずハワイ人に読み書きから教え始め、1822年にはアルファベットによるハワイ語が確立、1834年には太平洋地域で初となる新聞『カ・ラマ・ハワイ』（1834年6月、マウイ島）、『クム・ハワイ』（1834年10月、ホノルル）が発行され、1839年には聖書が出版された。徹底した文教政策が奏功し、ハワイ住民の教育水準は飛躍的な高まりを見せ、近代化が加速度的に進行した。しかしこれは同時にハワイの伝統的な文化の断絶を意味していた。
1832年、カアフマヌが没したため、摂政の後任としてカメハメハの娘にあたるキナウが就任した。ハワイ王国は西欧的社会の移入を押し進め、イギリスのマグナ・カルタを基に1839年に「権利宣言」を公布、翌1840年10月8日にハワイ憲法が公布され、立憲君主制が成立した。1845年には基本法によって行政府として王、摂政、内務、財務、教育指導、法務、外務の各職が置かれ、15名の世襲制議員と7名の代議員からなる立法議会が開かれた。しかし、馴染みの浅い西欧文化に戸惑うハワイ人を他所に、ハワイに帰化した欧米の外国人がハワイ政府の要職に就く様子が見られるようになる。こうした土壌で、1852年にはハワイ新憲法が採択されることとなった。この新憲法にはエイブラハム・リンカーンが奴隷解放宣言を行う遥か前に奴隷制禁止条項が盛り込まれるなど、リベラルなものとなった。こうした西欧化はアフプアアを伝統とした土地制度にも及び、欧米的な土地私有の概念が取り込まれた。1848年には土地法が制定され、ハワイの土地は王領地、官有地、族長領地に分割された。しかし1850年、外国人による土地の私有が認められるようになると、対外債務を抱えていたハワイ政府は土地の売却で負債を補うようになり、1862年までの12年の間にハワイ諸島の約75%の土地が外国人の支配する土地となり、生活の基盤を失うこととなった。
1854年、カウイケアオウリの没後、1855年1月11日、摂政であったキナウの次男アレクサンダー・リホリホが王位に就いた。この頃の行政府内にはアメリカ系、イギリス系、先住ハワイ人という3つの対立したグループが形成されていた。前王が採択した一般成人男子の参政権獲得による王権の失墜を危惧したアレクサンダー・リホリホは兄のロト・カメハメハと協力し、貴族主義的な君主制の確立を目指した。イギリスの王制を高く評価していたアレクサンダー・リホリホは1860年、「ハワイアン改革カトリック教」という名のエピスコパルをハワイに設立し、イギリス本土よりトーマス・ステイリーを始めとする英国国教会の聖職者を招聘した。この背景には息子アルバートを洗礼させ、イギリスのヴィクトリア女王を教母として立てることで列強諸国と対等の関係を築こうとした政治的思惑があったとされる。しかし、1862年に溺愛する息子を亡くし、そのショックから立ち直れぬまま翌1863年11月30日にアレクサンダー・リホリホ自身も死亡し、この目論見が未達に終わる。王位は即日兄のロト・カメハメハが継承した。

#### 王権復古とハワイ併合への動き

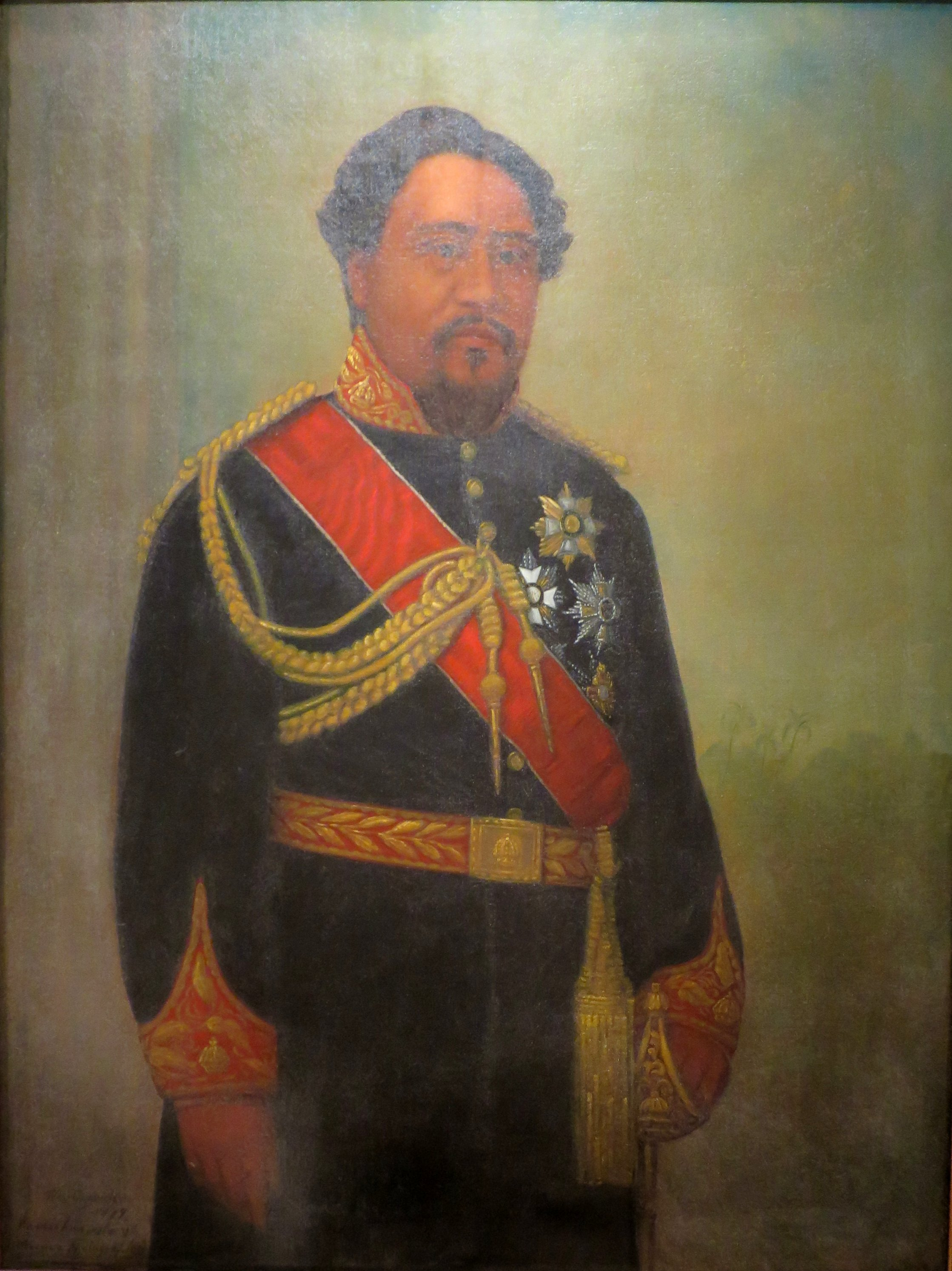
ロト・カメハメハ（カメハメハ5世）

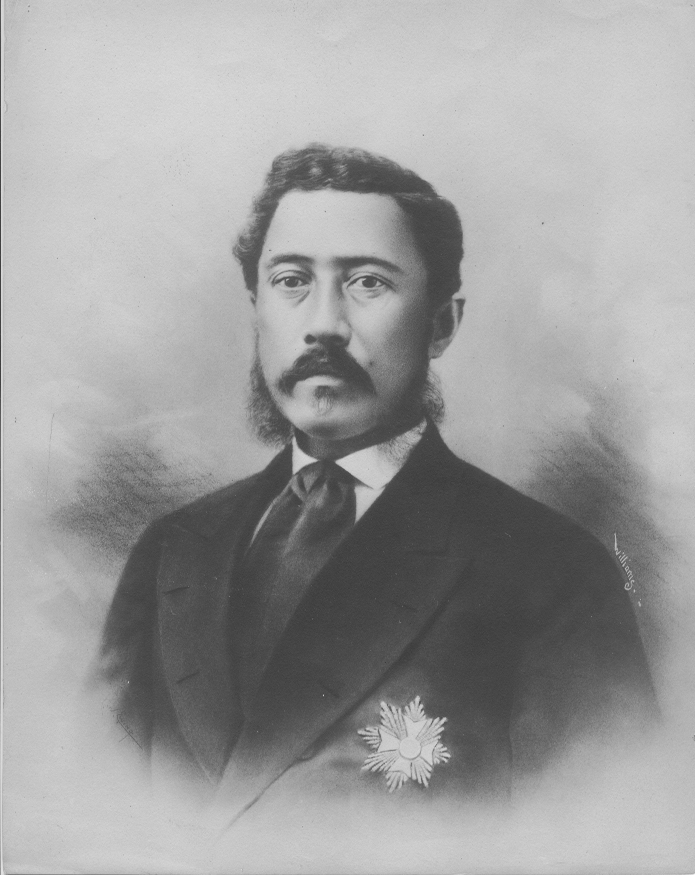
ルナリロ（初の選挙選出によるハワイ王）

カラカウア（第7代ハワイ王）

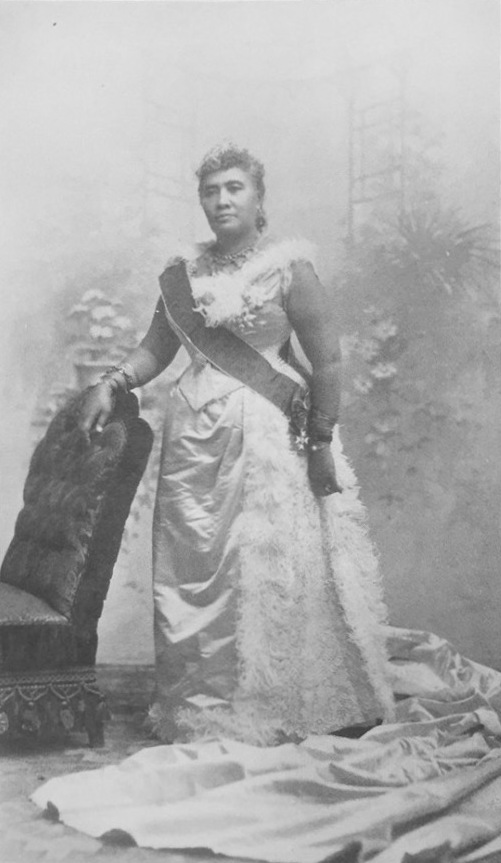
リリウオカラニ（最後のハワイ王（女王））

ロト・カメハメハは王権復古を目指して1864年8月20日に新憲法を公布した。親英の王が続いたことでハワイ王国がイギリスに傾斜することを危惧したアメリカ合衆国は、極秘裏にハワイ王国の併合計画を始めた。こうした中、次代の王位継承者を指名することなくロト・カメハメハが1872年に急逝する。王位決定権が議会に委ねられ、親米派のルナリロが1873年1月9日に即位した。ルナリロはアメリカ人を閣僚に据え、アメリカからの政治的、経済的援助を求める政策を執った。アメリカとの互恵条約締結を目的とし、交渉がなされたが、ルナリロが結核に罹り、そのまま没したため、王位は再び議会に委ねられることとなった。選挙の結果、カメハメハの有力な助言者カメエイアモク、ケイアウェアヘウルの子孫に当たるカラカウアが当選し、1874年2月13日に即位した。
カラカウアは前王の意思を継ぎ、1875年6月3日、米布互恵条約締結を成し遂げた。この条約によりハワイの全ての生産品は非課税でアメリカへの輸出が可能となったが、第4条として「ハワイのいかなる領土もアメリカ以外の他国に譲渡・貸与せず、特権も与えない」との文言が組み込まれ、ハワイのアメリカ傾倒へ拍車が掛かることとなった。有効期限を7年と定めていた最初の条約の期限が近づいた1883年、この条約は米や砂糖の生産業者などアメリカ国内において、合衆国の利益を損失するとして少なからぬ批判が噴出したが、上院議員ジョン・モーガンなどの帝国主義的拡張論者らにより、「その他の、より高次元な益がある」として反対勢力を押さえ込み、かねてよりモーガンが主張していた真珠湾の独占使用権を獲得することを条件として1887年11月に条約の更新がなされた。
1887年、野党議員ロリン・サーストンが中心となって急進的な改革を志向する秘密結社ハワイアンリーグが設立された。同年6月30日、ハワイアンリーグはハワイの白人市民義勇軍ホノルルライフルズと協力し、カラカウアに対して首相であったウォルター・ギブソンの退陣と新憲法の採択を要求した。これに対し有効な対策が取れなかったカラカウアは自ら組閣した内閣を解散した。その後、ホノルルライフルズらが起草した新憲法を半ば強引にカラカウアに承認させ、1887年7月6日に通称ベイオネット憲法が成立し、王権の弱体化はさらに進んだ。カラカウアは強大化するアメリカ系勢力を牽制しようと日本を盟主とする東洋諸国との同盟やベイオネット憲法の廃案を画策するなど王権の復古を試みたが、1891年1月20日、志を貫徹することなくサンフランシスコにて客死した。1889年には、ハワイ島ホノカアの官約移民（政府斡旋移民）の有力者だった後藤濶が白人商店主らによってリンチ殺害され、電柱に死体を吊るされるという事件が起こった。
1891年1月29日、後任としてカラカウアの妹に当たるリリウオカラニが王位に就いた。しかし、リリウオカラニの指名した閣僚が再三にわたりそれを拒否し、内閣が成立しない政治危機が続き、1892年11月8日、ようやく組閣のための閣僚承認がなされた。
リリウオカラニは山積する問題のうち、財政難打破の対策として宝くじやアヘンの売買を認可制度の下に許可するという法律を制定したが、この政策に対し、アメリカ系白人勢力から道徳的観点からの批判が噴出した。また、ベイオネット憲法に不満を募らせる王権派ハワイ人たちへの対策として1864年の憲法をバックグラウンドとした新憲法の制定を計画した。こうした動きに危機感を覚えたアメリカ公使ジョン・スティーブンスはロリン・サーストン、サンフォード・ドールらと接触し、ハワイの併合に対して、ハワイ王国の転覆と暫定政府の樹立という具体的な計画を始めた。

### ハワイ王国の崩壊

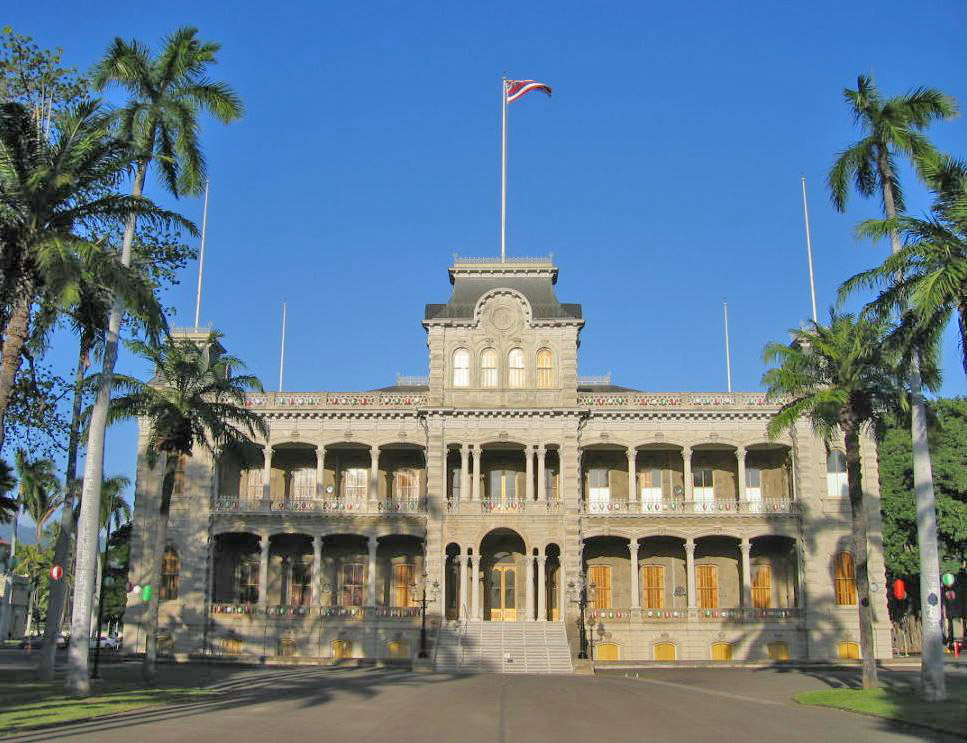
革命の舞台となったイオラニ宮殿

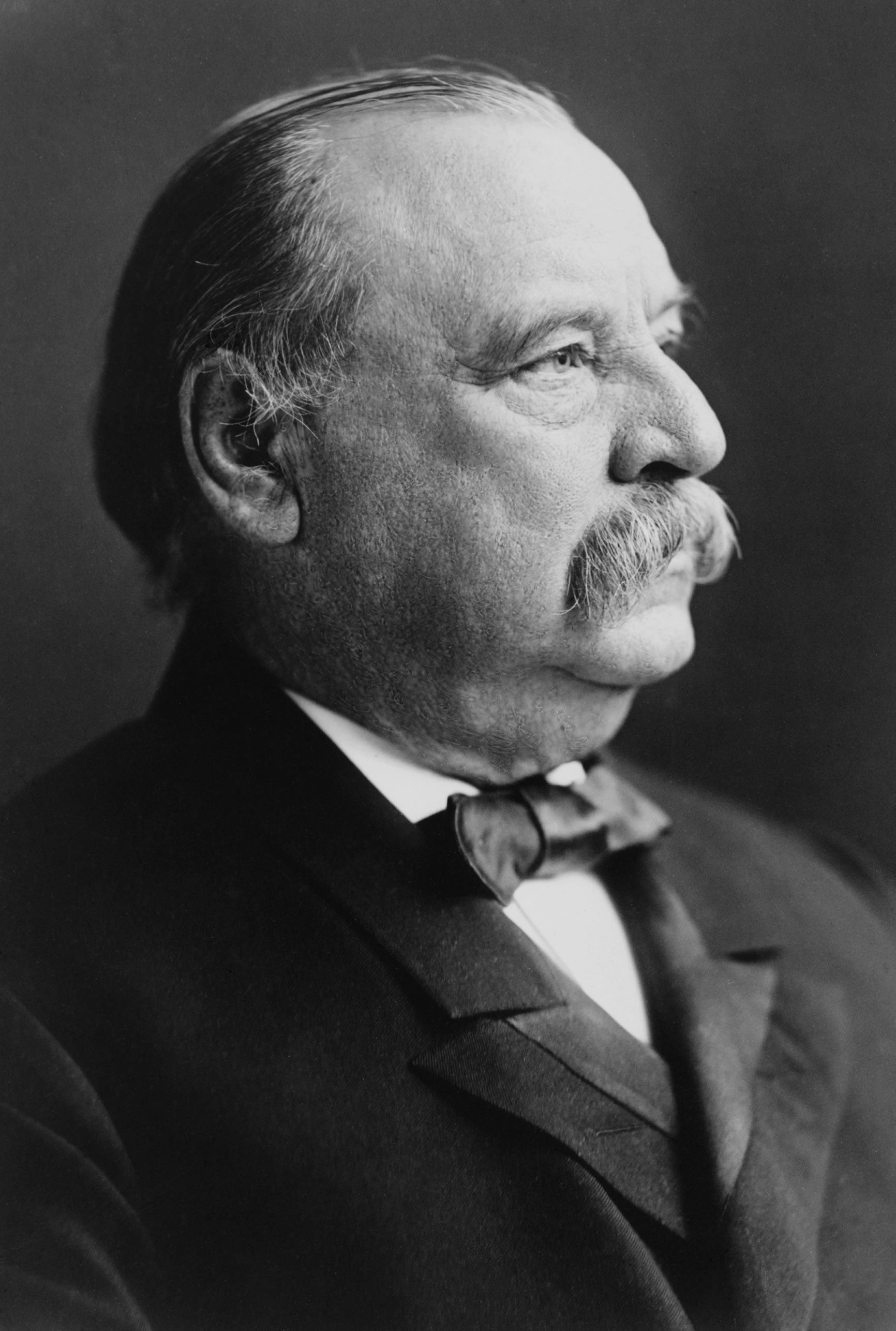
アメリカ合衆国大統領グロバー・クリーブランド

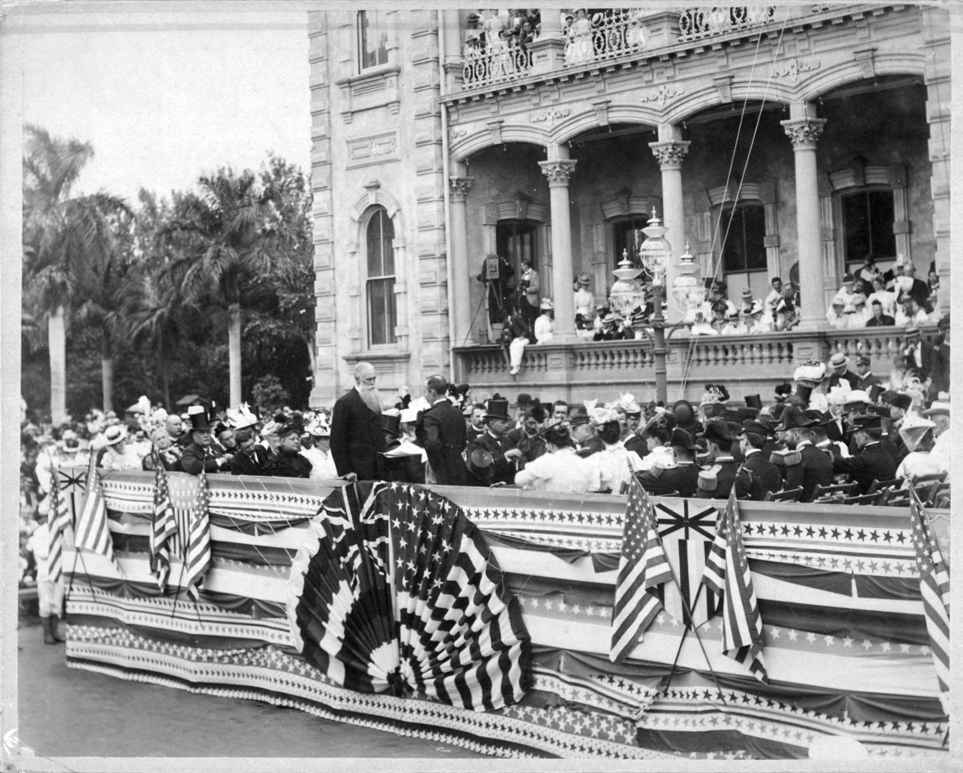
ハワイ併合で初代知事としての任命を受けるドール

1893年1月15日、サーストンらの呼びかけで前日（1月14日）結成された「公安委員会」を名乗る組織が、一般大衆に対し、「ホノルルライフルズ部隊本部にて市民集会を開く」旨の呼びかけを行った。これに対し王権派の閣僚は反逆罪の適用を検討したが、衝突を避けるよう主張するアメリカ系閣僚の声もあり、対抗する集会をイオラニ宮殿で行うことが決定された。目的はこの集会にてリリウオカラニによる「新憲法を公布しない」という声明を発表するものとし、これ以上の混乱を阻止しようというものであった。
翌1月16日、ホノルルライフルズで開始された集会でサーストンは女王を糾弾し、自由の獲得を市民に訴えた。この動きに呼応し、スティーブンスは米国軍艦ボストン艦長ギルバート・ウィルツへ「ホノルルの非常事態に鑑み、アメリカ人の生命および財産の安全確保のため海兵隊の上陸を要請する」と通達した。同日午後5時、将校を含む武装した海兵隊164名がホノルル港へ上陸した。
1月17日、ハワイ王国最高裁判所の判事であったサンフォード・ドールは、新政府樹立の準備のため判事を辞任した。同日午後2時、政府庁舎に公安委員会一同が集結すると、ヘンリー・E・クーパーにより、ハワイ王国の終結及び暫定政府の樹立が宣言された。駆けつけたホノルルライフルズらによって政府庁舎および公文書館が占拠され、戒厳令が布かれた。ドールは暫定政府代表として各国の外交使節団およびリリウオカラニに対し、暫定政府の樹立を通達した。リリウオカラニはスティーブンスに対し特使を派遣し、アメリカが暫定政府を承認しないよう求めたが、スティーブンスは「暫定政府は承認され、アメリカはハワイ王国の存在を認めない」と回答した。これを受け、リリウオカラニはドールに対し、
| 「 | 私、リリウオカラニは、神の御恩寵によって、また王国憲法のもとに、女王として、この王国に暫定政府の樹立を求める特定の人々が私およびハワイ王国立憲政府に対しておこなった反逆行為すべてに対して、ここに厳重に抗議します。 ……（中略）…… 軍隊の衝突と、おそらく生命の喪失となることを何としても回避せんがため、米国政府が事実を提示されたうえで、アメリカの外交使節のとった行動を取り消して、ハワイ諸島の立憲君主としての権威の座に私を復位させる時が来るまで、私はこの抗議をもって、私の権限を放棄いたします。紀元1893年1月17日 R・リリウオカラニ | 」 |

との文書を送付した。暫定政府樹立宣言後、ドイツ、イタリア、ロシア、スペイン、スウェーデン、オランダ、デンマーク、ベルギー、メキシコ、ペルー、イギリス、日本、中国といった国々が暫定政府を事実上の政府として承認した。ハワイをアメリカの保護下に置くよう併合交渉を進めていた暫定政府に対し、2月1日、スティーブンスは米国公使としてその要求を承認し、ハワイ政府庁舎に星条旗が掲揚された。しかし、リリウオカラニの抵抗や、アメリカ国内における女王支持派、およびスティーブンスの取った強引な手法に対する世論の反発などで、すんなりと併合にこぎつけられずにいた。この事実を知ったグロバー・クリーブランド大統領は、スティーブンスの更迭を行い、アルバート・ウィリスを公使に任命した。ウィリスはクリーブランドの指示のもと、道徳的観点から暫定政府の取り消しとリリウオカラニの復位の道を模索した。
1893年11月4日、ウィリスはリリウオカラニが軟禁されているホノルルへ赴き、国家を転覆させた反逆者の処遇をどのように希望するかを確認した。リリウオカラニは「法律上は死刑であるが、恩赦を認め、国外追放に止めるべきである」との認識を示したが、後日の新聞紙面上には「女王が暫定政府の死刑を求める」との文字が躍った。この報道は捏造であり、その後訂正がなされたが、ウィリスは12月20日、ドールに対し、「リリウオカラニを正式なハワイの統治者であることを認め、現地位と権力の全てから退くこと」という、クリーブランドのメッセージを伝えた。
こうした状況からドールらは、クリーブランドの在任中の併合は不可能であると判断し、「過ちがあったのはアメリカ政府の機関であり、暫定政府とは無関係である。クリーブランド政権の要求は内政干渉に当たる」とした回答を12月23日に発表した。さらに、暫定政府を恒久的な政府として運営するため、ハワイ共和国と名を変え、1894年7月4日、憲法の発布と新しい国の誕生を宣言した。初代大統領はドールが継いだ。
1895年1月16日、王政復古を目指す先住ハワイ人たちが反乱を起こし、鎮圧に当たった政府軍に死亡者が出た。リリウオカラニはこの件に直接関与していなかったが、弾薬や銃器を隠し持っていたという理由で他の王族とともに反逆罪で逮捕され、イオラニ宮殿に幽閉された。1月22日、リリウオカラニは王位請求を諦め、ハワイ共和国への忠誠を誓い、一般市民として余生を送る旨の宣言書に署名、ハワイ王国は名実ともに滅亡した。

## アメリカ合衆国ハワイ準州
1898年1月のハバナで起きた暴動をきっかけとして、米西戦争が勃発する。この戦争は太平洋上のスペイン領土を巻き込み、そこに戦局を展開するための恒久的な補給地が必要であるとする世論が巻き起こる。アメリカは既にハワイの真珠湾独占使用権を獲得していたが、これをより強固にするものとして俄然ハワイ併合派の声が大きくなった。そして7月7日、ウィリアム・マッキンリー大統領はハワイ併合のための決議案に署名し、ハワイの主権は正式にアメリカ合衆国へ移譲された。1900年4月、ハワイ領土併合法が公布され、同年6月にハワイ領土政府が設立された。要職にはハワイ共和国下の官僚が就くこととなり、初代ハワイ準州知事として、元ハワイ共和国大統領であったドールが就任した。その後1900年ハワイ基本法と呼ばれる新法が布かれ、ハワイにもアメリカの諸法が適用されることとなった。

### 軍事拠点としてのハワイ

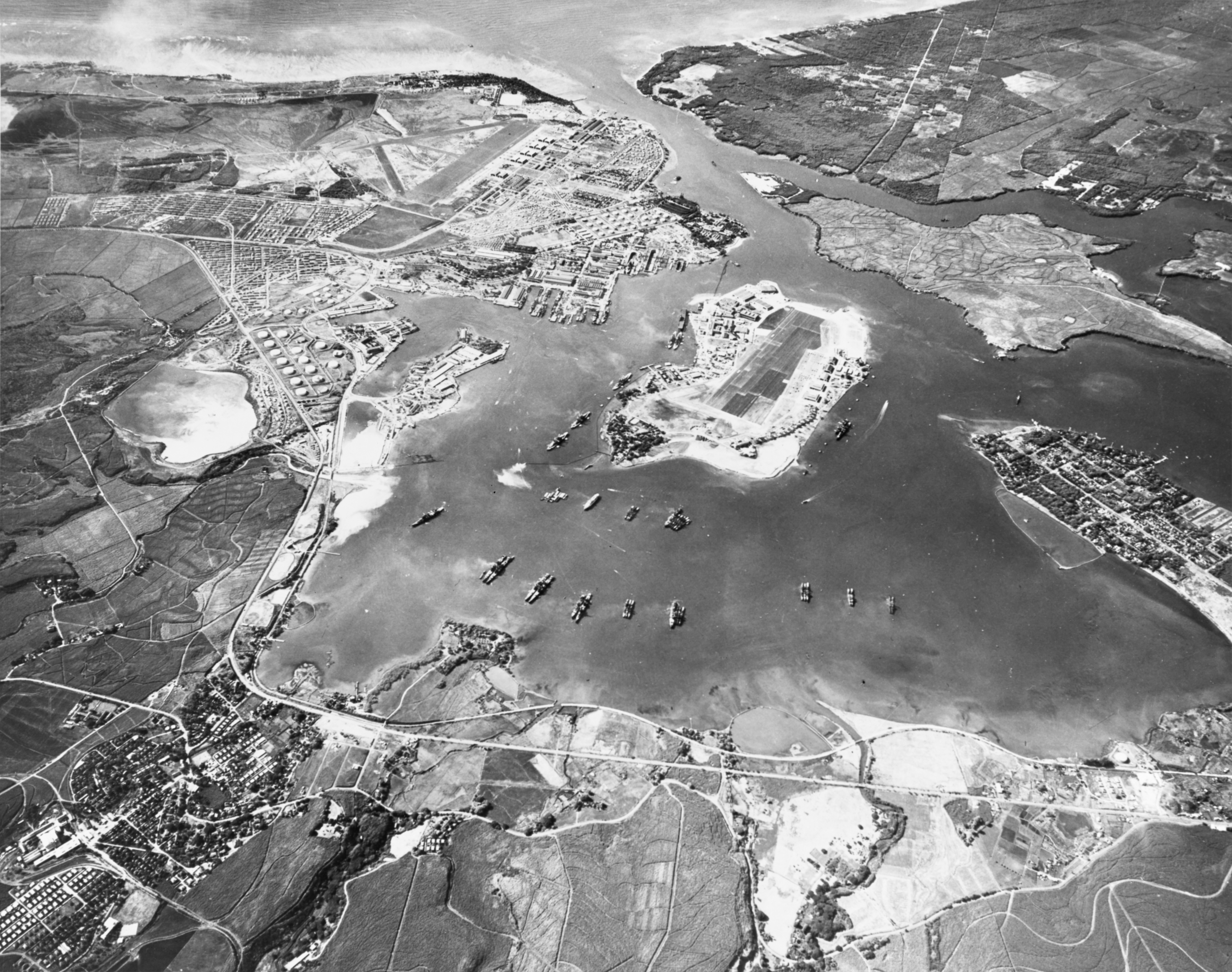
パールハーバー1941年10月

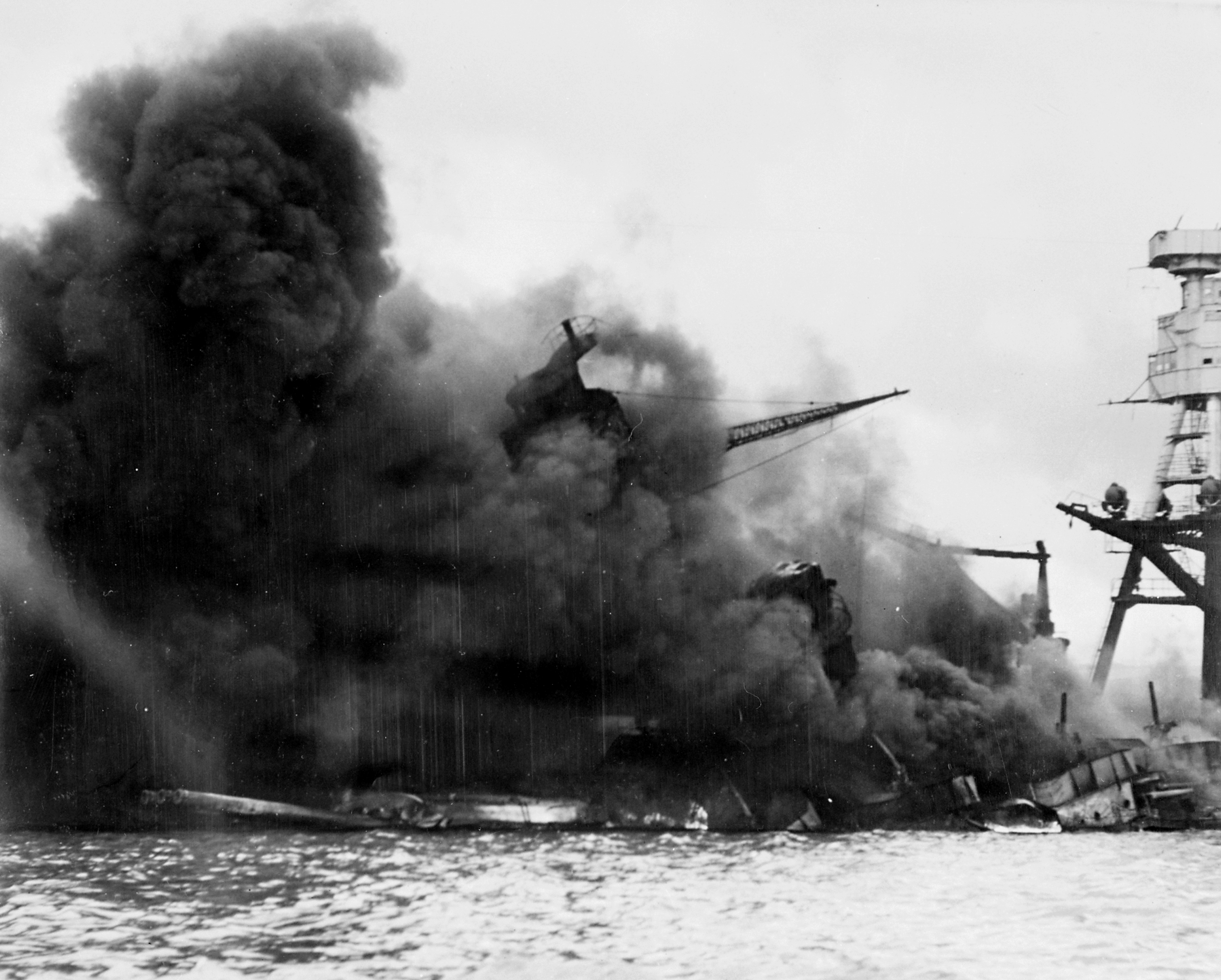
炎上するアリゾナ

アメリカ合衆国の併合により、既存の労働契約が無効化され、契約移民としてハワイに多数居着いていた日本人労働者がその過酷な労働契約から解放された。彼らはアメリカ本土への渡航を始め、1908年までに、3万人強の日本人がアメリカへ移住したとされている。こうした日本人移民が問題視され、アメリカでの排日移民運動へと繋がった。1907年に転航禁止令が布かれ、翌1908年には日米間で行政処置としてアメリカ行き日本人労働者の渡航制限を設ける日米紳士協約が交わされた。また、ハワイ本土においてストライキが法的に有効になったことを受け、これを挙行する労働者が増加した。
アメリカでの排日運動が活発化するにつれ、ハワイにおいても日本人に対する風当たりは日に日に厳しいものとなっていった。当時ハワイに住む2万人を超える日本人の子供たちのためにハワイでは150校以上の日本語学校が開設されていたが、国粋主義を吹き込んでいるとの批判がなされた。こうした日本人の生活形態や日本人労働者やその子供に対する批判は英字新聞によって頻繁に取り上げられ、日本人排斥論として世論を形成していった。こうした批判からくる不信感はやがて共産主義者の陰謀論などと結びつけて日本人に対する恐怖感や嫌悪感を市民に助長する結果となった。そんな中で、第一次世界大戦が終結し、生産の機械化や合理化が労働を奪い、アメリカに不況の波が押し寄せると、移民の数を制限しようとする動きが出てきた。1924年には移民数の上限を15万人に制限する法案が可決され、その割当数は北欧系に有利なものとされた。
1941年12月7日、日本軍による真珠湾攻撃が行われた。約8時間半後の午後4時半にはハワイ全土に戒厳令が布かれ、1944年10月24日に解除されるまで、多くの戦時規制がなされた。ハワイは重要な軍事拠点としてその役割を果たすこととなり、軍事基地の建設が加速し、太平洋戦遂行の本部としてイオラニ宮殿に軍事政府が新設された。裁判権も軍の管理下におかれ、逮捕令状無しでの拘束が認められた。住人には門限が設定され、身分証の携帯が義務付けられ、指紋登録が強制された。電話の盗聴が実施され、全ての出版物、手紙が検閲の対象となり、日本語によるラジオ放送などは即座に禁止された。
同時に、日系人に対する不信感はさらに高まり、1942年1月5日には徴兵年齢の日系2世男子は4C（敵性外人）に分類され、既に徴兵・編入されていた日系兵士は解任・除隊させられた。日本語学校教師やジャーナリストなど、「特に危険」とされた1500人にも上る日本人・日系人が強制収容所へ送られた。ハワイ地方防衛軍として国防に従事していた日系2世シゲオ・ヨシダは防衛総司令官デロス・エモンズにアメリカに対する忠誠を誓う嘆願書を送付し、日系人による陸軍部隊である第442連隊戦闘団の前身となる大学勝利奉仕団 (V.V.V) を結成した。
また、当時人口約26万人だったハワイに、100万人とも言われる兵士と10万人近い新しい労働者たちがやってきた。軍需景気に沸くかたわら、男女比は著しく不均衡となり、アメリカ本土では1941年に兵士に対する売春行為が禁止されていたにも関わらず、特例的に認可される程であった。こうした現象は地元の女性にとっては脅威となり、アメリカ人兵士によるレイプ犯罪は後を絶たなかった。
1942年6月、ミッドウェー海戦でアメリカ軍が勝利を掴み、日本軍によるハワイ侵攻の可能性が低減すると、1943年に灯火管制が解除され、1944年10月に戒厳令が解除された。翌年、第二次世界大戦が終結すると、ハワイでの日常に変化が見られるようになる。それまで白人に牛耳られていた政治・経済体制が、一時的にせよ権力を取り上げられたことで弱体化し、1946年に発生したストライキでは初めて労働者側が賃上げに成功した。また、アメリカ本土からやってきた兵士たちにとって、戦地へ赴くための一時の安息地として機能したハワイは彼らに「ハワイは身近な楽園」というイメージを広めた。これを契機として、戦争特需に代わるものとしてハワイは観光施設の拡充に着手し始め、後の観光都市としての第一歩を踏み出すようになる。

### 立州運動
ハワイをアメリカの領土の一部から、明確な州として確立させようという動きは、ハワイ王国、カメハメハ3世時代から何度も持ち上がった意見であった。
1854年、親米派として知られるカメハメハ3世は、内部勢力や欧州列強の圧力からの保護を求め、ハワイ王国をアメリカの一州として併合するようアメリカ政府との交渉に乗り出した。しかし、次代のカメハメハ4世が親英であったことなどからうやむやのまま、カメハメハ3世死後、この話は立ち消えとなる。1900年のハワイ併合時にも議題としてハワイ立州案が挙げられ、サンフォード・ドールは知事就任演説でハワイの立州化について言及した。1903年、ハワイ領土議会は連邦議会に対し、ハワイ立州法案の審議を請願した。1919年にはハワイ選出の連邦議会代議員であったジョナ・クヒオがハワイ立州を訴え、連邦議会による立州に向けた調査が開始された。
そんな中、1931年9月、トーマス・マッシー中尉の夫人タリア・マッシーがハワイの地元の若者集団「カリヒ・ギャング」に暴行を受けたとして訴え、5人の若者が容疑者として逮捕された（マッシー事件）。タリア・マッシーはこの5人に間違いないと証言したが、弁護側が5人のマッシー夫人の証言とは矛盾する材料を証拠として提示したため、「陪審不一致」として5人の若者は無罪となった。この事件はアメリカ本土でセンセーショナルに報道がなされ、「ハワイの警察制度は古臭く、治安を維持する能力に欠ける」といった世論が形成された。マッシー中尉はこの結果を不服として、仲間と共に容疑者の一人ジョセフ・カハハワイを誘拐、拷問の末、殺害してしまう。陪審は加害者らを懲役10年の有罪としたが、世論はマッシー中尉の行為を「正当防衛」「名誉ある殺人」とし、ハワイの裁判過程に不満を評した。これを契機とし、連邦議会ではハワイの自治権剥奪などを盛り込んだ改正法案の提出がなされるなど、この事件はハワイ自治権の危機にまで発展し、ハワイ知事はマッシー中尉らを「禁固1時間」に減刑するに至った。
米国連邦議会の従属的な立場にあると痛感したハワイの指導者層は活発なロビー活動を行うようになる。1934年に選出された代議員サミュエル・キングによって1935年、立州法案が正式に提出され、ハワイ立州承認問題の調査委員会が組織された。1940年には立州に関する住民投票が行われ、有権者の3分の2以上が立州を望んでいることが判明した。こうした動きは第二次世界大戦により一時中断されるが、軍事政権下での抑圧とその解放を経験したハワイの市民は、アメリカ合衆国の国家の一員としての意識が高まり、戦後はさらに声高に立州運動が叫ばれるようになった。
ハワイ出身の代議員ジョセフ・ファーリントンの強い働きかけにより、また、ハリー・S・トルーマンの支持もあったことから、1946年連邦議会はハワイをアメリカ合衆国の正式な州とすべきかどうか、再度検討を始めた。ファーリントンは翌年、ハワイ立州法案を連邦議会に提出したが、上院で廃案となり未達に終わった。しかし、これをきっかけとして立州化は共和党や民主党のマニフェストに組み込まれるなど、大きな動きを持つようになる。一方で立州化反対派は、ハワイを東西冷戦を背景とした共産主義者の活動拠点であると断じ、その分子をアメリカの政治経済の中に取り込むことは危険であるとした。

## アメリカ合衆国ハワイ州
1950年代に入ると公民権運動が活発化し、これに便乗する形で、ハワイおよびアラスカの立州化運動が行われ、1959年3月11日、連邦上院で賛成76、反対15で可決、連邦下院で賛成323、反対89で可決し、連邦議会はハワイ州昇格を承認した。ドワイト・D・アイゼンハワー大統領が1959年8月21日、宣言書調印を行い、正式にアメリカ合衆国の50番目の州に認められることとなった。「今や私たちは皆ハオレ」といった流行語が誕生するほど歓迎ムード一色となり、ハワイ市民は達成感と新たな期待に酔いしれた。

### 観光都市ハワイとしての発展

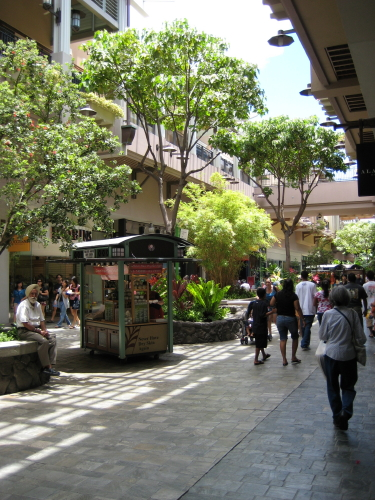
アラモアナショッピングセンター（1959年開業）

1959年に立州化して10年間で、ハワイはホテルやマンションの立ち並ぶ都会へと変貌するため、総額34億ドルにも上る建築が行われた。ディリンガムのハワイアン・ランド社による初の大型ショッピングモール、アラモアナショッピングセンターの開業、ジェット空路の連絡、貨物、旅客、車両を運搬する大型船舶のための埠頭の建築、陸上幹線道路や水道の整備など、リゾート観光開発とそれに伴うインフラの近代化が加速した。
1963年のアメリカ人に対するギャラップ調査「金銭的なことを考えずに休暇を過ごしてみたい場所」において、2位カリフォルニアに2倍近い差をつけた1位を獲得するなど、立州を契機として観光産業が繁栄し、アメリカ国内外を問わず、観光客の来州は着実に増加し、1967年12月28日、100万人目の観光客を記録した。
日本が旅行規制を解除した1964年、日本人観光客を見込んだハワイでは日本語表示の導入や従業員への日本語教育を本格的に導入する。1970年からはパッケージツアーが本格化し、日本資本がハワイには欠かせない収入源となるほどになった。
こうした日本の動きは投機面においても無視できない存在となる。日本の実業家小佐野賢治が1962年、ワイキキのモアナ・ホテルとプリンセス・カイウラ・ホテルを1940万ドルで買収したのを皮切りとして1972年までの10年間で50以上の日本の会社がハワイの不動産や企業を買収し、ハワイ支店を開設した。1974年にはハワイ州上院議員アンダーソンらが「日本の経済侵略」として警鐘を鳴らすなど、社会問題として取り上げられるようになった。1980年代に入ってもこの動きは加速の一途を辿り、川本源司郎や、川口勝弘 といった日本人投資家の不動産買収の話題が紙面上で踊った。
「ジャパンマネー」に対する世論は非常に硬化し、ハワイ大学イースト・ウエスト・センターの研究者や経済評論家クライド・プレストウィッツなどが「ジャパンマネー」がハワイに与える影響やその問題を強く憂慮した。
また、高級リゾートホテルと並び、開発のシンボルとされたのがゴルフ場で、1992年時点で68のゴルフコースがあり、さらに当年、州政府に対して93件のゴルフ場開発の申請が出されるなど、ゴルフ場建設ラッシュとなった。しかし、ゴルフ場の開設は素朴で質素な生活を求める地元住民との摩擦を生み、問題となった。これに対しファシ市長は、公共設備開発使用料（インパクト・フィー）としてゴルフ場1件の開設につき1億ドルを支払うよう開発者側に求め、それを地元へ還元することで、摩擦の解消を図った。
1980年代の後半になると、日本の国内外での投機的不動産投資の影響により、土地・住宅価格の高騰が起こった。しかし、インフレを懸念した日本政府や日本銀行の締め付けにより、投資欲が減衰し、1989年10月、東京株式の暴落（バブル崩壊）が起こり、ハワイにおいても日本企業、日本人投資家からの投資が減退した。進行していた数々のホテルやゴルフ場の開発プロジェクトがその計画半ばにして頓挫し、棚上げされた。
1967年に砂糖・パイナップル産業の収入を超え、名実共にハワイ最大の産業となって右肩上がりを続けてきた観光業は、1991年に初めて前年比1.2%減という落ち込みを記録した。

### 文化の変容

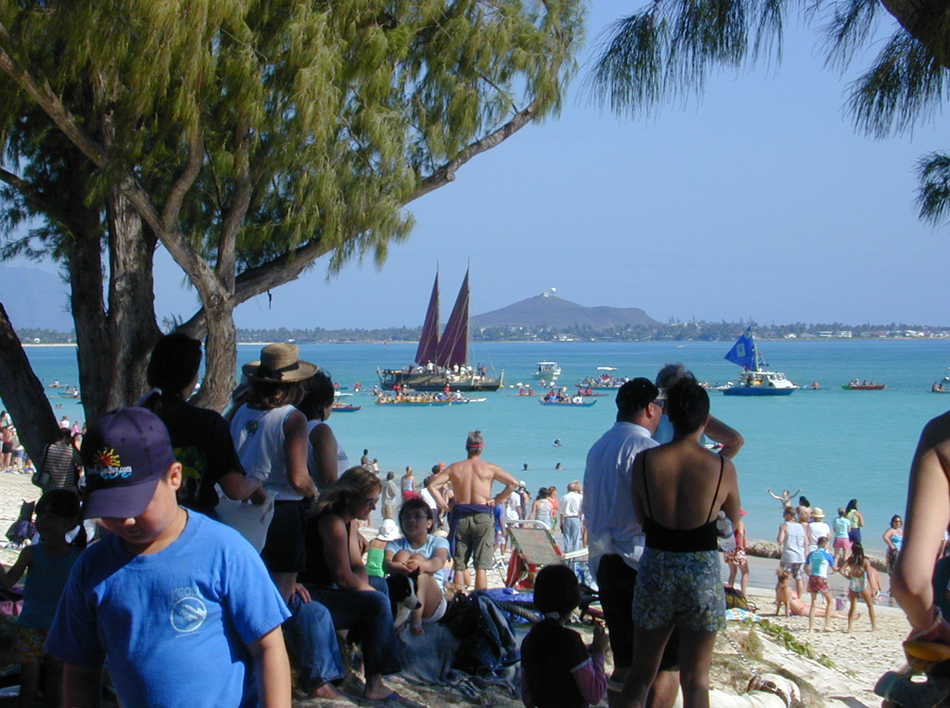
ホクレア号
（2005年、カイルアビーチ）

ジェームズ・ミッチェナーの小説『ハワイ』は、アメリカ全土で広く愛読されている小説で、映画化もなされた。こうした文学作品の中において、ハワイ先住民は前半の王朝史を彩る悲劇の主人公として描かれるが、近代化と共に姿を消し、ハワイの歴史として「封建社会の滅亡と近代の夜明け」といったステレオタイプに語られることが多い。これは英語教育を始めとする同化政策による民族意識の希薄化、混血が進みハワイ先住民が消滅していっている事が原因と考えられるが、この状況に危機感を覚えた1970年代以降、黒人運動や文化的多元主義の広まりとともにハワイ先住民の復興運動がにわかに叫ばれるようになった。1974年、アメリカ先住民事業法が連邦議会を通過し、ハワイ先住民が正式にアメリカ先住民として認められるようになると、1978年、州政府はハワイ人問題事務局 (OHA) を設置し、ハワイ先住民が抱える問題への解決に注力するようになる。ハワイアン・ミュージック、フラ、パニオロなどのハワイの伝統芸術を復古させようとする動きのほか、ハワイの伝統ゲームコナネの普及、アフプアアやペトログリフのような先住民が築いた制度や史跡の研究と復活、ホクレア号によるハワイ先史時代の歴史の検証、食文化の復興によるハワイアン・パラドックスの解消など多方面に伝播して活発化され、ハワイアン・ルネッサンスとも呼ばれるようになった。

## 略年表
| 先史時代                 | 250年頃 | マルキーズ諸島からポリネシア系住民がハワイに定住する                              |
| 先史時代                 | 900年頃 | ソシエテ諸島からポリネシア系住民がハワイに定住する                                |
| 先史時代                 | 1778年  | イギリスのジェームズ・クックがハワイに来航する                                    |
| 先史時代                 | 1779年  | ジェームズ・クックがハワイ島で殺害される                                          |
| 先史時代                 | 1789年  | アメリカ国籍の船がハワイ諸島へ初来航する                                          |
| ハワイ王国               | 1795年  | カメハメハ大王が王位に就く                                                        |
| ハワイ王国               | 1804年  | 津太夫や善六ら若宮丸漂流民5名の乗ったロシア船がハワイに寄港する                   |
| ハワイ王国               | 1806年  | 平原善松ら稲若丸漂流民8名が日本人で初めてハワイに上陸する                         |
| ハワイ王国               | 1819年  | カメハメハ大王が没し、カメハメハ2世が即位する                                     |
| ハワイ王国               | 1820年  | アメリカからタディアス号が到着する。宣教師団の影響がハワイへ広がる                |
| ハワイ王国               | 1823年  | カメハメハ2世が没する                                                             |
| ハワイ王国               | 1825年  | カメハメハ3世が即位する                                                           |
| ハワイ王国               | 1834年  | マウイ島で初の新聞が発行される                                                    |
| ハワイ王国               | 1835年  | コロア製糖会社が設立され、製糖業が盛んになる                                      |
| ハワイ王国               | 1837年  | カトリック禁止令発布                                                              |
| ハワイ王国               | 1839年  | 権利宣言が発布される                                                              |
| ハワイ王国               | 1839年  | フランスと不平等条約が締結される                                                  |
| ハワイ王国               | 1840年  | ハワイ憲法が公布され、立憲君主制が成立する                                        |
| ハワイ王国               | 1842年  | アメリカとの独立承認交渉によりジョン・タイラー大統領により独立が認められる        |
| ハワイ王国               | 1843年  | ヨーロッパとの独立承認交渉によりイギリス女王・フランス国王により独立が認められる  |
| ハワイ王国               | 1844年  | ハワイへの帰化を条件とした欧米系白人の政府要職への着任が認められる                |
| ハワイ王国               | 1845年  | 第一回ハワイ議会召集、基本法が制定される                                          |
| ハワイ王国               | 1845年  | ホノルルが首都となる                                                              |
| ハワイ王国               | 1848年  | マヘレ法が制定される                                                              |
| ハワイ王国               | 1849年  | 初の平等条約となるアメリカ修好通商条約が締結される                                |
| ハワイ王国               | 1850年  | クレアナ法が制定され、外国人による土地所有が認められる                            |
| ハワイ王国               | 1851年  | フランスの武力占拠に対し、ハワイを米国保護領下に置くという声明を一方的に発表する  |
| ハワイ王国               | 1852年  | 奴隷禁止などの革新的な条項が盛り込まれた新憲法が制定される                        |
| ハワイ王国               | 1854年  | カメハメハ3世が没し、カメハメハ4世が即位する                                      |
| ハワイ王国               | 1863年  | カメハメハ4世が没し、カメハメハ5世が即位する                                      |
| ハワイ王国               | 1864年  | 新憲法が制定される                                                                |
| ハワイ王国               | 1868年  | ユージン・ヴァン・リードが日本人153名を無許可でハワイ渡航させる                   |
| ハワイ王国               | 1871年  | 日布修好通商条約が結ばれる                                                        |
| ハワイ王国               | 1872年  | カメハメハ5世が没する                                                             |
| ハワイ王国               | 1873年  | ルナリロが選挙による初のハワイ王に就任する                                        |
| ハワイ王国               | 1874年  | 新憲法が公布される                                                                |
| ハワイ王国               | 1874年  | ルナリロが没し、カラカウアが即位する                                              |
| ハワイ王国               | 1874年  | カラカウア訪米                                                                    |
| ハワイ王国               | 1875年  | 米布互恵条約が締結される                                                          |
| ハワイ王国               | 1881年  | カラカウアが世界周遊を行う                                                        |
| ハワイ王国               | 1882年  | イオラニ宮殿が建設される                                                          |
| ハワイ王国               | 1886年  | 日布渡航条約が締結される                                                          |
| ハワイ王国               | 1887年  | 真珠湾の独占使用を盛り込み、米布互恵条約が更新される                              |
| ハワイ王国               | 1887年  | 秘密結社ハワイアンリーグ設立                                                      |
| ハワイ王国               | 1887年  | ベイオネット憲法公布                                                              |
| ハワイ王国               | 1889年  | ウィルコックスの反乱                                                              |
| ハワイ王国               | 1891年  | カラカウアが没し、リリウオカラニが即位する                                        |
| ハワイ共和国             | 1893年  | 1月12日、リリウオカラニ新内閣に不信任決議が提出される                             |
| ハワイ共和国             | 1893年  | 1月14日、公安委員会結成                                                           |
| ハワイ共和国             | 1893年  | 1月15日、公安委員会が市民集会の呼びかけを行う                                     |
| ハワイ共和国             | 1893年  | 1月16日、公安委員会主導の市民集会が開催される。これを受け、米国海軍がハワイへ上陸 |
| ハワイ共和国             | 1893年  | 1月17日、サンフォード・ドールが暫定政府の樹立を宣言する                           |
| ハワイ共和国             | 1893年  | 1月19日、欧米諸国が暫定政府を承認する                                             |
| ハワイ共和国             | 1893年  | 2月1日、米国公使が暫定政府の米国保護下の状態を承認する                            |
| ハワイ共和国             | 1893年  | 12月18日、グロバー・クリーブランドが米国公使の過ちを認め、王政復古を求める        |
| ハワイ共和国             | 1894年  | 暫定政府がハワイ共和国誕生を宣言する                                              |
| ハワイ共和国             | 1895年  | ハワイ人王権派が武装蜂起、リリウオカラニらが逮捕される                            |
| ハワイ共和国             | 1897年  | ウィリアム・マッキンリーによりハワイ併合が承認される                              |
| アメリカ合衆国ハワイ準州 | 1900年  | ハワイ領土府が設立される。ドールが初代知事となる                                  |
| アメリカ合衆国ハワイ準州 | 1901年  | ジョナ・クヒオが共和党より連邦議会へ立候補し、当選する                            |
| アメリカ合衆国ハワイ準州 | 1907年  | ハワイから米国本土への渡航が禁止される                                            |
| アメリカ合衆国ハワイ準州 | 1919年  | クヒオがハワイ州の立州を訴える                                                    |
| アメリカ合衆国ハワイ準州 | 1931年  | マッシー事件が起こる                                                              |
| アメリカ合衆国ハワイ準州 | 1935年  | ハワイ立州法案が連邦議会に提出される                                              |
| アメリカ合衆国ハワイ準州 | 1941年  | 真珠湾攻撃                                                                        |
| アメリカ合衆国ハワイ準州 | 1945年  | 第二次世界大戦終結                                                                |
| ハワイ州                 | 1959年  | ハワイ立州法案が可決され、50番目の州としてハワイ州が誕生する                      |
| ハワイ州                 | 1974年  | ハワイ州知事として初の日系人ジョージ・アリヨシが当選する                          |
| ハワイ州                 | 1978年  | ハワイ語が州の公式言語となる                                                      |